# Chironomus obtusidens
Chironomus obtusidens är en tvåvingeart som beskrevs av Maurice Emile Marie Goetghebuer 1921. Chironomus obtusidens ingår i släktet Chironomus och familjen fjädermyggor. Arten är reproducerande i Sverige. Inga underarter finns listade i Catalogue of Life.